# Локсбург (Арканзас)
Локсбург (енгл. Lockesburg) град је у америчкој савезној држави Арканзас.

## Демографија
По попису из 2010. године број становника је 739, што је 28 (3,9%) становника више него 2000. године.
| Група             | 2000.       | 2010.       |
| Белци             | 654 (92,0%) | 655 (88,6%) |
| Афроамериканци    | 32 (4,5%)   | 49 (6,6%)   |
| Азијати           | 0 (0,0%)    | 1 (0,1%)    |
| Хиспаноамериканци | 21 (3,0%)   | 15 (2,0%)   |
| Укупно            | 711         | 739         |